# جيسون ساسر
جيسون ساسر (بالإنجليزية: Jason Sasser)‏ مواليد 3 يناير 1974 في دينتون، هو لاعب كرة سلة أمريكي سابق بدأ مسيرته الاحترافية في سنة 1996. يبلغ طوله 6 قدم 7 بوصة (2.0 م). مثّل منتخب بلاده. اعتزل اللعب في 2009.

## فرق لعب لها
- سان أنطونيو سبرز
- دالاس مافيريكس
- ميمفيس غريزليس

## الميداليات
| الميدالية | المسابقة                             |
| --------- | ------------------------------------ |
| ذهبية     | بطولة أمم الأمريكتين لكرة السلة 1997 |
| برونزية   | بطولة كأس العالم لكرة السلة 1998     |

## روابط خارجية
- جيسون ساسر على موقع الاتحاد الدولي لكرة السلة (الإنجليزية)
- جيسون ساسر على موقع إن بي أي (الإنجليزية)
- جيسون ساسر على موقع سبورتس رفرنس (الإنجليزية)
- جيسون ساسر على موقع الدوري الإسباني لكرة السلة (الإسبانية)
- جيسون ساسر على موقع كرة السلة الأوروبية.كوم (الإنجليزية)
- جيسون ساسر على موقع كلية كرة السلة في سبورتس رفرنس.كوم (الإنجليزية)
- جيسون ساسر على موقع ريلجم (الإنجليزية)
- جيسون ساسر على موقع بروبوليرز (الإنجليزية)
- جيسون ساسر على موقع سبورتس رفرنس (الإنجليزية)